# Companyia Alemanya de l'Àfrica Oriental
La Companyia Alemanya de l'Àfrica Oriental (Deutsch-Ostafrikanische Gesellschaft) fou una entitat privada comercial fundada per Karl Peters sota l'encoratjament del canceller alemany Otto von Bismarck, el 2 d'abril de 1885. Fou encarregada de l'administració del protectorat alemany de l'Àfrica Oriental, on Peters havia signat alguns tractats, i que fou reconegut per la Conferència de Berlín el 1885. El protectorat fou establert el 27 de maig de 1885 i la seva administració concedida a la companyia. La primera capital d'aquesta es va establir a Bagamoyo, però al cap de poc es va traslladar a Dar es Salaam.
El 28 d'abril de 1888 la companyia va llogar les terres continentals enfront de l'illa d'Unguja, al sultà de Zanzíbar, per un període de 50 anys; el mateix 1888 va absorbir la Companyia Alemanya de Witu fundada pels germans Denhardt, que havia fet fallida després d'un any i mig d'operacions. L'intent d'assolir l'administració als territoris de la costa, va portar a una revolta general, i la companyia només va poder resistir a Dar es Salaam i Bagamoyo amb l'ajut de la Marina Alemanya.
El 1889 Peters va anar a Uganda i va arribar a signar un acord de protectorat amb el rei Mwanga II de Buganda, però com que aquest prèviament havia acceptat la bandera de la Companyia Imperial Britànica de l'Àfrica Oriental, aquesta va denunciar el tractat com a nul. L'acord entre Gran Bretanya i Alemanya d'1 de juliol de 1890, va aclarir la situació, regulant les fronteres i les àrees d'influència a Àfrica i bescanviant Helgoland per Zanzibar. El Protectorat alemany sobre el sultanat de Witu, administrat per la companyia, va passar als britànics sota administració la Companyia Imperial Britànica de l'Àfrica Oriental i els drets alemanys sobre Uganda foren renunciats, també en favor dels britànics i de la companyia imperial.
El 1890, quan ja era evident que no podia dominar el territori i els conflictes amb els britànics havien estat aclarits, va vendre els seus actius al govern alemany que va començar l'administració directe. La companyia va conservar l'administració d'algunes plantacions, factories i negocis. L'administració directa alemanya es va iniciar l'1 de gener de 1891.